# Schlip

Wahlkreiskarte von Rehoboth-Land

Schlip ist eine Ansiedlung und Verwaltungssitz des Wahlkreises Rehoboth-Land in der Region Hardap im Zentrum Namibias. Schlip liegt etwa 90 Kilometer westlich von Rehoboth. Die Ansiedlung war Sitz der Nama-Kapteine der Groot Doden (ǁÔ-gainKlicklaut).